# Sociale Academie 's-Hertogenbosch

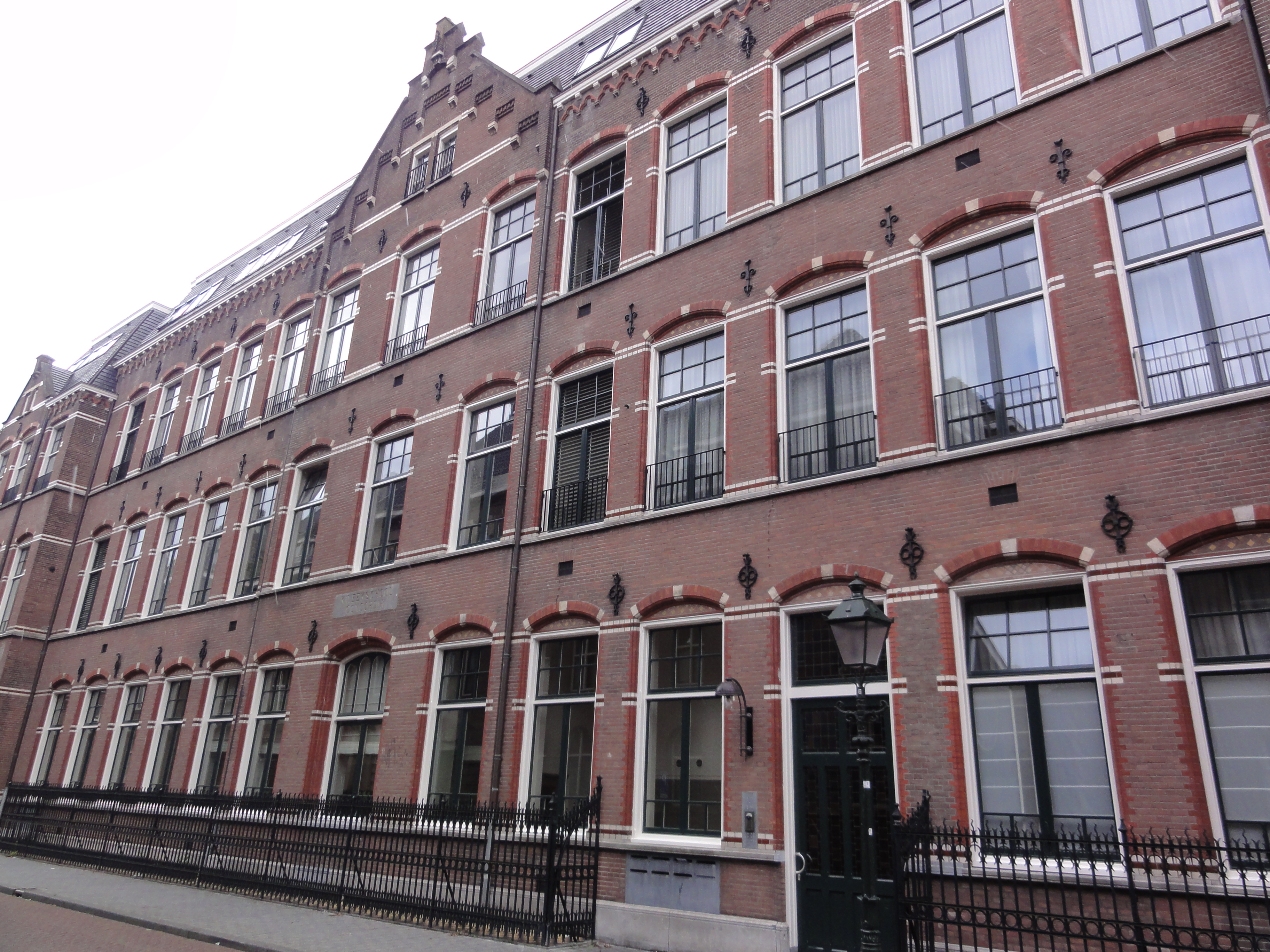
Papenhulst 1 & 3

De Sociale Academie 's-Hertogenbosch was een Nederlandse opleiding voor hoger beroepsonderwijs (hbo) en middelbaar beroepsonderwijs (mbo) in de maatschappelijke sector.
De sociale academie in 's-Hertogenbosch is inmiddels gefuseerd met diverse hbo-opleidingen in 's-Hertogenbosch en vormde zo Hogeschool 's-Hertogenbosch. Deze is in 2001 gefuseerd met Hogeschool Brabant en vormde zo Avans Hogeschool. Vóór deze fusies werd aan de Sociale Academie 's-Hertogenbosch onderwijs gegeven in maatschappelijk werk en sociaal-cultureel werk.
De hoofdvestiging van de academie was een serie panden aan de Papenhulst in 's-Hertogenbosch, waarvan de meeste inmiddels omgebouwd zijn tot appartementsgebouwen.